# Марусич, Степанида Ивановна
Степанида Ивановна Марусич (21 декабря 1928 — 4 декабря 2009) — передовик советского сельского хозяйства, скотница колхоза «Перамога» Житковичского района Гомельской области, Герой Социалистического Труда (1966).

## Биография
Родилась в 1928 году в деревне Запесочье, ныне Житковичского района Гомельской области, в семье белорусского крестьянина
Трудиться начала рано, помогала по хозяйству родителям. Подростком работала в поле на равных. 
В начале Великой Отечественной войны осталась на оккупированной территории. После освобождения в июне 1944 года участвовала в восстановлении хозяйства. Степанида стала работать в поле - пахала, молотила, жала. В семнадцать лет ей на воспитание остались двое племянников, умерла сестра, которых она смогла поднять.
В конце 1940-х колхоз доверил ей возглавить полеводческое звено по выращиванию льна-долгунца. Вывела звено на передовые позиции по показателям урожайности. В 1950 году перешла работать на ферму. Стала ухаживать за телятами. Стала добиваться высоких результатов по среднесуточному привесу молодняка.  
Указом Президиума Верховного Совета СССР от 22 марта 1966 года за получение высоких результатов в сельском хозяйстве и рекордные показатели в животноводстве Степаниде Ивановне Марусич было присвоено звание Героя Социалистического Труда с вручением ордена Ленина и медали «Серп и Молот». 
продолжала работать в колхозе. В 1983 году вышла на заслуженный отдых. 
Проживала в родной деревне. Умерла 4 декабря 2009 года. 

## Награды
За трудовые успехи была удостоена:
- золотая звезда «Серп и Молот» (22.03.1966)
- орден Ленина (22.03.1966)
- Орден Октябрьской Революции (06.09.1973)
- другие медали.